# الجويش (السبرة)

تعديل مصدري - تعديل

الجويش محلة تابعة لقرية الجاح الازهور، التابعة لعزلة الازهور بمديرية السبرة إحدى مديريات محافظة إب في الجمهورية اليمنية، بلغ تعداد سكانها 89 حسب تعداد اليمن لعام 2004.